# Nikolaï Zaremba
Nikolaï Ivanovitch Zaremba (en russe : Николай Иванович Заремба) est un professeur de théorie de la musique et compositeur russe né le 12 juin 1821 dans le gouvernement de Vitebsk et mort le 8 avril 1879 à Saint-Pétersbourg.

## Biographie

### Jeunesse et carrière de fonctionnaire
Zaremba est né d'une famille noble polonaise dans le domaine familial d'Ozupiene dans la campagne du gouvernement de Vitebsk, à cette époque en Livonie polonaise, aujourd'hui dans la municipalité de Ludza en Lettonie.  Après des études initiales aux lycées à Dünaburg (aujourd’hui Daugavpils) et Saint-Pétersbourg, il entre à la faculté de droit de l’Université de Saint-Pétersbourg en 1840. Dans le même temps, il apprend le piano avec Anton Gerke (ru), le violoncelle et la théorie de la musique avec Johann Benjamin Gross. De cette première époque, il compose en 1842 une Ouverture de concert pour grand orchestre, influencée par Beethoven (la première a lieu dans la salle de l'université de Saint Petersbourg le 28 décembre 1842, dirigée par Karl Schuber ) et en 1843 une mazurka, influencée par Chopin.   
L’université terminée en 1844, il devient fonctionnaire au ministère de l'intérieur russe. Ceux qui ont rencontré Zaremba à Saint-Pétersbourg dans sa jeunesse ont vu un jeune homme soigné issu d'une bonne famille, un fonctionnaire discipliné, assidu et estimé, qui n'utilisa son congé de vacances que deux fois en six ans. 

### Carrière musicale
Quand son père, un colonel dans l'armée, décède en 1852, Zaremba décide de se consacrer exclusivement à la musique, il démissionne donc et part pour Berlin étudier la théorie de la musique avec Adolf Bernhard Marx. Il rencontré Franz Liszt et Hans von Bülow le célèbre chef d'orchestre. Il se sent si profondément enraciné dans la vie musicale allemande qu’il prétend alors solennellement continuer à considérer l’Allemagne comme sa patrie de la musique. 
De retour à Saint-Pétersbourg en 1854, Zaremba épouse Adeleide von Klugena une luthérienne jacobite. Il commence alors sa carrière de musicien professionnel. Il est nommé chantre de l' église luthérienne Saint-Pierre-et-Saint-Paul de Saint Petersbourg et chef d’orchestre de la Zangakademie allemande. En 1860 il est invité par la Société musicale russe à donner des conférences publiques sur la théorie de la musique avec succès. Au bout d'un an il en devient professeur de composition. 
Personne pieuse, Zaremba fonde sa conception musicale sur des principes religieux ce qui est raillé par Modeste Moussorgski dans son pamphlet musical Guignol (Rayok): Il enseigne que le mode mineur est le péché originel et que le mode majeur en est la rédemption. 
Un an plus tard, Anton Rubinstein fonde le premier Conservatoire de Russie à Saint Petersbourg et invite Zaremba à le rejoindre comme professeur de théorie de la musique et de composition. Zaremba est alors  le premier professeur en Russie qui enseigne la théorie musicale en russe. Anton Rubinstein décrit Zaremba comme "un protestant fanatique des affaires religieuses, mais un excellent professeur de théorie de la musique, ce qui évitait aux jeunes musiciens russes de s'adresser aux étrangers ou d'aller en Allemagne. [...] Zaremba était un homme en or pour le conservatoire et connaissait parfaitement sa profession". Dès le début, Zaremba est extrêmement occupé, en effet, tous ceux qui voulaient étudier étaient accepté sans examen ni même un test d’audition, et tous les étudiants n'étaient pas habitués à être à l'heure ni à recevoir des devoirs à faire. Larmes, excuses, arrivées tardives. Heureusement, dès l’automne 1861, Zaremba devient le professeur de son premier étudiant vraiment talentueux : Piotr Ilitch Tchaïkovski. Face à l'incertitude de Tchaïkovski quant à son avenir dans la mussique, c'est Zaremba que lui conseille de se jeter à l'eau et de se consacrer entièrement à la musique. Les frères Dostoïevski assistent aussi à ces cours théoriques. Fiodor étudie le piano et son frère Mikhail le violon, et ensemble ils étudient l'harmonie avec Zaremba. Son programme d'enseignement particulièrement strict est conservé, notamment dans les notes Nadezhda Poergold, la future épouse de Rimski-Korsakov.
Les connaissances théoriques que Zaremba offre à ses étudiants sont très importantes, notamment dans ces premières années d'apprentissage de la musique en russie. Son respect de la connaissance, ses qualités pédagogiques et personnelles sont exceptionnelles. Herman Laroche a écrit dans ses souvenirs que «Nikolay Ivanovich avait toutes les qualités d'un professeur idéal. [...] Il semblait complètement préparé et avec un cours détaillé.[...] Comme il sied à un élève convaincu de Marx, Nikolai Ivanovich était musicalement libéral et progressiste, il ne croyait pas seulement en Beethoven en général, mais surtout dans sa dernière période en particulier... ". Les reproches et les attaques qui entachèrent par la suite la réputation de Zaremba dans les livres d’histoire furent déformés et, à y regarder de plus près, les polémiques étaient grandement exagérées et fondées uniquement sur des préférences personnelles. Ainsi, dans ses souvenirs de l’étude conservatoire de Tchaïkovski, ce même Laroche fit le fameux commentaire selon lequel l’intérêt musical de Zaremba n'allait pas au-delà de Beethoven et de Mendelssohn: «Le nouveau mouvement allemand dirigé par Schumann, lui était inconnu, tout comme il ne connaissait rien de Berlioz et ignorait totalement Glinka. Ce dernier cas en dit long sur son absence du sol russe.» Cette accusation fut très grave à travers les générations, alors que sa méditation pour piano se rapproche justement de Schumann. Les musicologues soviétiques le copièrent d'un livre à l'autre. Pour conclure, Laroche précisa : "C’est un conflit de génération évident, un fossé entre la "vieille" et la "nouvelle" musique avec ce nouvel idéal de la naissante musique russo-nationale."  La Sonate en mi de Zaremba, riche en dynamiques et en passages pianistiques virtuoses, n’est en aucun cas un test de plume ennuyeux de la part d'un professeur de théorie. Il existe une nette préférence pour les arpèges, les accords à grande échelle, les gammes efficaces et les sections de contrepoint élaborées avec talent. Dans les trois parties, Zaremba montre qu'il ne manque pas d'idées musicales. Le romantisme rêveur et fougueux de Schumann et du jeune Beethoven résonne dans la musique de Zaremba, qui semble très reconnaissable et pourtant originale, mais en aucun cas russe comme les nationalistes voyaient la musique.
Cependant, l'appréciation des contemporains de Zaremba est surtout due au fait que Zaremba ne publiait pas ses compositions et ne les faisait pas jouer. Celles-ci sont même inconnues totalement de ses élèves, ce qui ne manquait pas de les surprendre, Tchaikovsky le premier, qui ne comprenait pas qu'un professeur aussi exigeant en composition pour les autres et les poussant toujours à composer, ne compose rien lui même. En réalité, Zaremba expliqua à des amis qu'il voyait sa vocation dans l'enseignement et non dans la composition. Il était convaincu qu'un enseignant ou un professeur qui souhaite conserver son autorité ne doit montrer que des compositions parfaites au public. [...] Un professeur ne doit pas être esclave de sa propre œuvre. [...] Il doit toujours rechercher la perfection. C'est pourquoi il décida de ne rien publier et garder ses compositions pour lui seul.
En plus de Tchaikovsky et Laroche, il a pour élèves Nikolai Solovyov, Ella Adaevskaya, Karl Zike (futur chef d'orchestre), Ivan Pomazansky (futur Chef de Chœur), Konstantin Galler, Andreï Kazbiryuk, Grigory Lvovsky et d'autres.

### Directeur du Conservatoire
De 1867 à 1871 il occupe le poste de directeur du conservatoire. Il suit la ligne de Rubinstein et tente de réaliser les plans de son prédécesseur. Il introduit de nouvelles classes, comme les classes de choeur, d'opéra, d’ensemble pour instruments à vent, les transpositions au piano et d’alto. Il écrit les «instructions pour le conservatoire de Saint-Pétersbourg» particulièrement détaillées et qui seront utilisées pendant longtemps. Parmi ses élèves on compte Piotr Tchaïkovski et Herman Laroche. Durant cette époque, il compose une pièce pour piano nommée "Gedanke" et dédiée à Anna Esipova, jeune pianiste talentueuse que Zaremba qui l'impressionne tellement, qu'il la fait inscrire gratuitement au conservatoire de Saint Petersbourg, dont elle sort diplômée en 1869 avec une médaille d'or.
Les dignitaires de haut rang, dont la grande-duchesse Elena Pavlovna, voient l'avenir du Conservatoire avec un vaste département d'orchestre. Zaremba s'y oppose fermement et refuse l'idée de transformer le conservatoire en une école d'orchestre et, après de nombreux différends avec la grande-duchesse, il s'est senti obligé de démissionner. Son départ du conservatoire le conduit à quitter la Russie.

### Fin de carrière et décès
Zaremba s'installe à Ludwigsburg, en Allemagne, avec son épouse Adelaida von Klugen et leurs enfants Félicien, Lydia et Emilia. Il devient un fervent amateur des concerts à Stuttgard, passe des heures dans l'église locale à perfectionner son jeu d'orgue et recommence à composer. Durant ces années de repos en Allemagne, il écrit la plupart de ses œuvres pour piano et l'oratorio Jean le Baptiste pour choeur, solistes et orchestre. Alors qu'il vit paisiblement en Allemagne, il retourne pourtant, deux ans plus tard, à Saint-Pétersbourg, malgré une incurable maladie cardiaque. Vassili Safonov, sans doute l’étudiant le plus reconnaissant et le plus dévoué de Zaremba, fut l’un de ses derniers étudiants privés. Comme pour Tchaïkovski, Zaremba reconnaît le grand talent de Safonov et convainc son père qu'une carrière musicale serait meilleure pour son fils qu'une carrière diplomatique ou militaire. 
Zaremba décède le 8 avril 1879. Dans son émouvante nécrologie de Nikolai Zaremba, Safonov décrit son professeur comme "un travailleur honnête, inconditionnellement engagé dans sa vocation, un homme sage et bien éduqué au discours vif et expressif, un penseur de son métier, infiniment gentil et compatissant pour tous ceux qui recherchent conseil ou soutien de sa part, une personne aux pensées idéalistes et attachantes sur la vie, enfantine et pure. Un chrétien et homme de famille exemplaire, en un mot une personne au cœur pur et à l’esprit juste. En tant qu'enseignant, il laisse un souvenir indélébile dans le cœur de ses étudiants. En plus de ses connaissances professionnelles approfondies et polyvalentes, il possédait un don merveilleux pour expliquer : il pouvait infuser un sujet. Entre ses mains, le conservatoire n’est pas tombé sur un dirigeant autoritaire despotique, mais un auxiliaire amical, qui a montré un champ de vision de plus en plus étendu à chaque élève. [...] Il a considéré chacun de ses élèves comme un être ayant droit à un développement indépendant, et il n'a pas appliqué de modèles généraux à qui que ce soit."
En 1878, il subit un accident vasculaire cérébral, meurt l'année suivante et est enterré dans la partie luthérienne du cimetière de Volkovo. Sa tombe, depuis longtemps égarée, est retrouvée en 2009 et aussitôt restaurée. 

### Postérité
Après sa mort, Zaremba tombe dans l'oubli si ce n'est comme le prétendu symbole du germanisme anti-russe de sa personnalité.
Son épouse Adélaïde Zaremba part pour Montreux. Les archives familiales contenant les lettres de Zaremba et ses compositions musicales inédites sont données à la bibliothèque de l'Université de Bâle. Sa plus jeune fille Lydia épouse Theodorus Heemskerk, une partie des archives arrive alors aux Pays-Bas. Le gendre de Nikolaï Zaremba devient successivement président du Conseil des ministres, ministre de l'Intérieur, ministre de la Justice et ministre d'État des Pays Bas. Lydia se rend dans son pays d'origine en tant qu'épouse du Premier ministre néerlandais et contribue à la création de l'hôpital militaire néerlandais à Saint-Pétersbourg pendant la Première Guerre mondiale. Elle ne parla jamais de la musique de son père. Sa fille aînée épouse le peintre Eduard Gerdes (en), leur petite-fille épousa à son tour le sculpteur Marius van Beek (nl). Le fils cadet de Lydia Zaremba, tout comme son mari et son père, devient avocat, un choix de carrière qu'a également choisi son petit-fils, Frederik Heemskerk, mais qui est aussi vice-président de l'association Willem Mengelberg. Outre aux Pays-Bas (familles Heemskerk, Remijnse, Van Beek, Hofstede), les descendants de Nikolaï Zaremba vivent aux États-Unis et en Suisse. Depuis 2009, les recherches d'Andrei Alexeyev-Boretsky ont provoqué beaucoup de mouvement autour de Zaremba. Ses archives ont été retrouvées à Bâle, et dans les différentes branches de sa famille. Sa musique pouvant enfin être jouée, que ce soit en Russie ou aux Pays-Bas, beaucoup est fait pour faire revivre la musique de Zaremba. Un premier concert le 25 janvier 2012 à Amsterdam a été enregistré par le Concertzender. L'édition de ses œuvres musicales est envisagé, son quatuor étant déjà joué ainsi que certaines de ses œuvres chorales, la première de son oratorio Jean le Baptiste est même envisagé.

## Œuvres
Zaremba est l’auteur de compositions musicales jamais jouées, si ce n'est quelques œuvres de jeunesse et jamais publiées. Elles sont retrouvées en 2011 dans les archives de la bibliothèque de l'Université de Bâle. Ses héritiers en avaient fait donation, mais non cataloguées, elles étaient considérées comme perdues. 
Liste de ses compositions : 
Pour Orchestre : 
- Ouverture de concert pour Grand Orchestre (1842)
- Une symphonie
- Une ouverture pour orchestre

Pour Piano :
- Mazurka (1842-1843),
- Polonaise (Polacca, 1845)
- Nocturne (1848)
- Sonate en mi (1852-1854) - 1er mouvement : Risoluto ma marcato - 2ème mouvement : Adagio molto cantabile - 3ème mouvement : Scherzo : Allegro vivace / Trio : poco Sostenuto - 4ème mouvement : Finale : Allegro vivace ma non troppo, mais qui s'achève brutalement à la 41ème mesure, la fin de la partition étant, semble-t-il, perdue.
- Manches aus der Berlinerischen Zeit (1852-1854)
- Étude (1852-1854)
- Méditation (1871-1873) sous-titrée à l'origine "Au Bord d'un Ruisseau".
- Gedanke (1871-1873)
- Fantasienbild (1873-1877)
- Albumblatt (1877)

Autres œuvres :
- Un quatuor à cordes (1864) joué pour la première fois en 2012
- Le grand oratorio "Jean le Baptiste" (1872-1878)
- Des œuvres chorales.